# Medalla y Premio Faraday

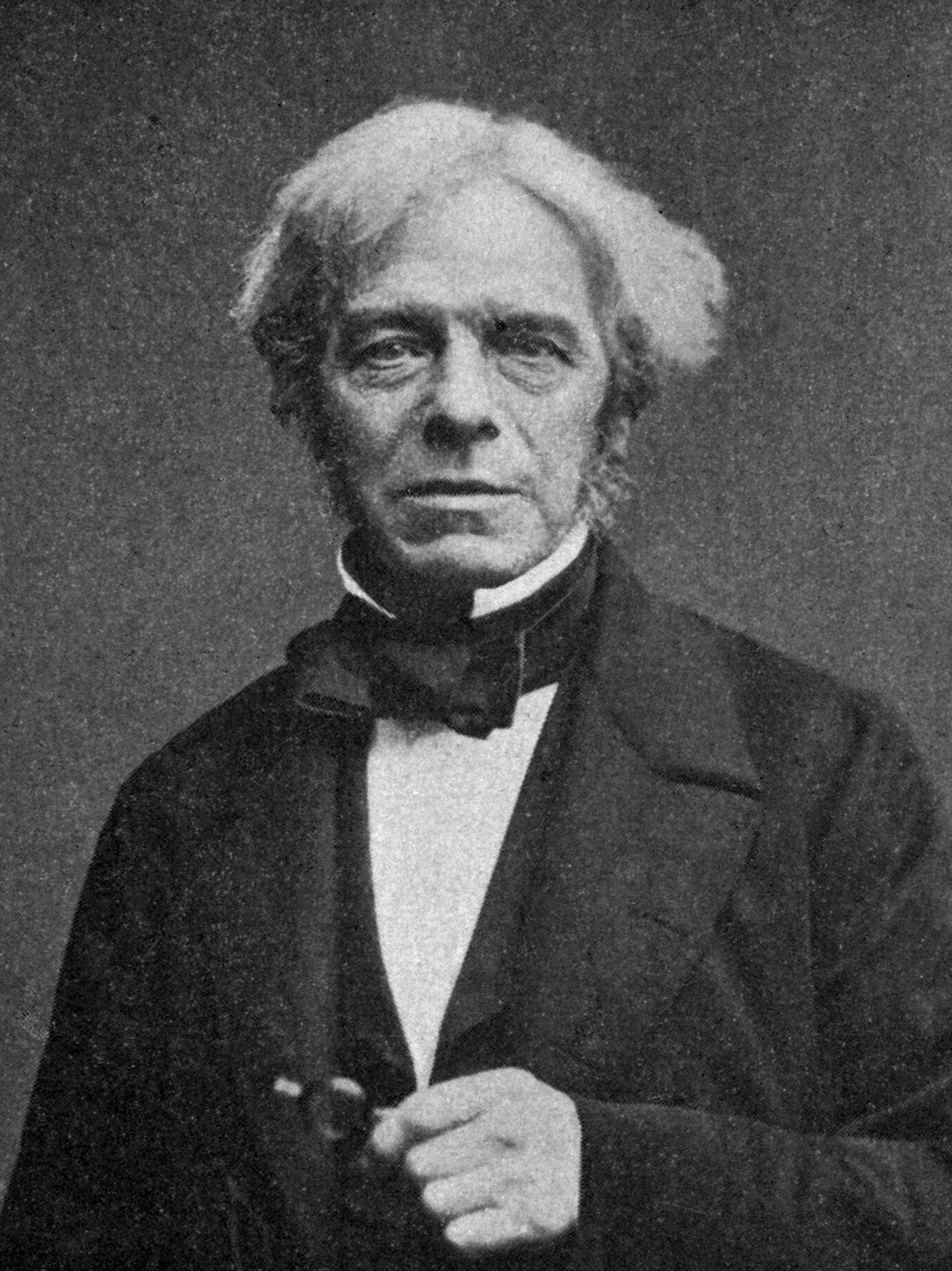
Michael Faraday

La Medalla y el Premio Faraday es un premio otorgado anualmente por el Instituto de Física del Reino Unido. El premio es otorgado por sus notables contribuciones a la física experimental, a un físico de renombre internacional en cualquier sector.
De 1914 a 1966 tomó la forma de mención Guthrie, en honor a Frederick Guthrie, fundador de la Sociedad de Física de Londres (que se fusionó con el Institute of Physics en 1960), después, fue sustituido por la medalla y premio de Guthrie. En 2008 el premio pasó a llamarse la medalla y premio de Faraday. La medalla es de plata dorada y acompañada por un premio de 1000 libras y un certificado.

## Galardonados

### Medalla Faraday
- 2023: Equipo de "Room Temperature MASER", integrado por Neil Alford, Mark Oxborrow, Chris Kay, Jonathan Breeze, Juna Sathian y Enrico Salvadori
- 2022: Nikolay I Zheludev
- 2021: Bucker Dangor
- 2020: Richard Ellis
- 2019: Roy Taylor
- 2018:  Jennifer Thomas
- 2017:  Jeremy Baumberg
- 2016:  Jenny Nelson
- 2015: Henning Sirringhaus
- 2014: Alexander Giles Davies y Edmund Linfield
- 2013:  Edward Hinds
- 2012: J. R. Sambles
- 2011: Alan Andrew Watson
- 2010: Dame Athene Donald
- 2009: Donal Bradley
- 2008: Roger Cowley

### Medalla Guthrie
- 2007: Gilbert Lonzarich
- 2006: Marshall Stoneham
- 2005: William Frank Vinen
- 2004: Henry Hall
- 2003: Michael Springford
- 2002: Penelope Jane Brown
- 2001: Laurence Eaves
- 2000: Lawrence Michael Brown
- 1999: George Bacon
- 1998: Derek Charles Robinson
- 1997: John Evan Baldwin
- 1996: Edward Roy Pike
- 1995: John Edwin Enderby
- 1994: Philip George Burke
- 1993: Tom Kibble
- 1992: Archibald Howie
- 1991: Dennis William Sciama
- 1990: Roger James Elliott
- 1989: Martin J. Rees
- 1988: Alan B. Lidiard
- 1987: Samuel Frederick Edwards
- 1986: Denys Haigh Wilkinson
- 1985: Michael Pepper
- 1984: Michael John Seaton
- 1983: Jeffrey Goldstone
- 1982: Frederick Charles Frank
- 1981: John Clive Ward
- 1980: Michael Ellis Fisher
- 1979: Donald Hill Perkins
- 1978: Philip Warren Anderson
- 1977: Alan Howard Cottrell
- 1976: Abdus Salam
- 1975: David Tabor
- 1974: Rudolf Ludwig Mössbauer
- 1973: Hermann Bondi
- 1972: Brian David Josephson
- 1971: John Ashworth Ratcliffe
- 1970: Alfred Brian Pippard
- 1969: Cecil Frank Powell
- 1968: Rudolf Ernst Peierls
- 1967: James Chadwick
- 1966: William Cochran

### Mención Guthrie
- 1965: John Bertram Adams
- 1964: Martin Ryle
- 1963: Leslie Fleetwood Bates
- 1962: Alfred Charles Bernard Lovell
- 1961: David Shoenberg
- 1960: Fred Hoyle
- 1959: Harrie Stewart Wilson Massey
- 1958: Willis Eugene Lamb
- 1957: Harold C Urey
- 1956: Francis Simon
- 1955: Edmund Clifton Stoner
- 1954: Geoffrey Taylor
- 1953: Max Born
- 1952: W Lawrence Bragg
- 1951: Nevill Francis Mott
- 1950: George Ingle Finch
- 1949: Alexander Oliver Rankine
- 1948: George Paget Thomson
- 1947: John Desmond Bernal
- 1946: Max Jakob
- 1945: Arturo Duperier
- 1944: Joel H. Hildebrand
- 1943: Edward T. Whittaker
- 1942: Edward V Appleton
- 1941: Edward Neville da Costa Andrade
- 1940: Patrick Maynard Stuart Blackett
- 1938: Archibald Vivian Hill
- 1937: Clifford Copland Paterson
- 1936: Lord Cherwell of Oxford
- 1935: Arthur Holly Compton
- 1934: Charles Vernon Boys
- 1933: Karl Manne Georg Siegbahn
- 1932: Max Planck
- 1931: Richard T Glazebrook
- 1930: Peter Debye
- 1929: Percy Williams Bridgman
- 1928: J. J. Thomson
- 1927: Lord Rutherford of Nelson
- 1926: Charles Fabry
- 1925: Wilhelm Wien
- 1924: Maurice de Broglie
- 1923: James Hopwood Jeans
- 1922: Niels Bohr
- 1921: Albert Abraham Michelson
- 1920: Charles Edouard Guillaume
- 1918: John C McLennan
- 1917: Paul Langevin
- 1916: William B. Hardy
- 1914: Robert Williams Wood